# Trofeo città di San Bonifacio
Il Trofeo città di San Bonifacio è una competizione ad invito che si svolge tra le squadre giovanili di alcuni tra i club più prestigiosi in Europa. È anche conosciuto come Trofeo Primo Maggio oppure come Trofeo Ferroli per ragioni di sponsorizzazione.

## Edizioni Recenti
La XXa edizione, svoltasi nel 2009, ha visto la partecipazione delle categorie Allievi dei settori giovanili di Sambonifacese, Hellas Verona, Vicenza, Chievo, Milan, Juventus, Inter, Atalanta, Torino, Chelsea, Arsenal e Real Madrid. È stata vinta dal Real Madrid sull'Inter ai calci di rigore.
La XXIa edizione, svoltasi nel 2010, ha visto partecipare le categorie Allievi dei settori giovanili di Sambonifacese, Hellas Verona, Vicenza, Chievo, Milan, Juventus, Inter, Atalanta, Spartak Mosca, Manchester City, Ajax e Padova ed è stata vinta dall'Inter sull'Ajax per 1-0 grazie al gol di Luca Garritano.
La XXIIa edizione, svoltasi tra il 28 aprile e il 1º maggio 2011, ha visto partecipare le categorie Allievi dei settori giovanili di Sambonifacese, Hellas Verona, Vicenza, Chievo, Milan, Juventus, Inter, Atalanta, Manchester City, Arsenal, Chelsea e Aspire Academy ed è stata conquistata dalla formazione qatariota sulla Juventus per 2-0 grazie alle reti di Oumarou Kaina e Stephen Babaloba.
La XXIIIa edizione, svoltasi tra il 28 aprile e il 1º maggio 2012, ha visto partecipare le categorie Allievi dei settori giovanili di Sambonifacese, Hellas Verona, Vicenza, Chievo, Milan, Juventus, Inter, Atalanta, Sampdoria, Padova, Real Madrid e Zenit San Pietroburgo ed è stata vinta dall'Inter sulla Juventus per 2-0 grazie alle reti di Alessandro Ponti e Demetrio Steffè.
La XXIVa edizione, svoltasi tra il 27 aprile e il 1º maggio 2013, ha visto partecipare le categorie Allievi dei settori giovanili di Sambonifacese, Arsenal, Atalanta, Barcellona, Chievo, Hellas Verona, Inter, Juventus, Milan, Padova, Real Madrid e Vasco da Gama ed è stata vinta dal Barcellona sull'Inter per 4-2 ai calci di rigore. Lee Seung Woo, del Barcellona, è stato eletto miglior giocatore del torneo.
Nel 2014 la XXVa edizione è stata vinta dalla squadra Allievi del Milan, allenata da Cristian Brocchi, battendo in finale i pari categoria del Real Madrid per 6-4 ai calci di rigore. Rodriguez Arnaiz (Real Madrid) è stato scelto come miglior giocatore del torneo.
La XXVI edizione del 2015 ha visto trionfare la Roma ai calci di rigore contro la Juventus. Miglior giocatore del torneo è stato eletto Moussa Ndiaye (Juventus).
La XXVII edizione, svoltasi tra il 5 e i l'8 maggio 2016 ha visto la vittoria del Real Madrid ai calci di rigore contro il Vicenza (6-5 d.c.r.). Le 12 squadre partecipanti categoria Allievi anno 2000 sono state: Atalanta B.C., A.C. Chievo Verona, F.C.D. Altovicentino, Vicenza Calcio, F.C. Internazionale, A.C. Milan, F.C. Juventus, A.S. Roma, Selezione Pro San Bonifacio, Bassano Virtus 55, Hellas Verona F.C., Real Madrid C.F.
Premi individuali:
1. Capocannoniere del torneo con 4 reti Davide Merola Internazionale F.C.
2. Miglior portiere del torneo Trofeo Borgaro Calcio Ramos Wade Real Madrid
3. Miglio giocatore del torneo Trofeo Piera Novara Nicolò De Angelis A.S. Roma
4. Trofeo Fair Play Avis S.Bonifacio alla squadra della Roma per aver mantenuto un comportamento corretto per tutto l'arco della fase eliminatoria, non subendo alcuna ammonizione.

## Albo d'oro
| Anno | Categoria    | Vincitore      |
| ---- | ------------ | -------------- |
| 1990 | Esordienti   | Padova         |
| 1991 | Giovanissimi | Cremonese      |
| 1991 | Allievi      | Sambonifacese  |
| 1992 | Esordienti   | Padova         |
| 1992 | Giovanissimi | Atalanta       |
| 1993 | Allievi      | Verona         |
| 1994 | Allievi      | Vicenza        |
| 1995 | Allievi      | Torino         |
| 1996 | Allievi      | Torino         |
| 1997 | Allievi      | Atalanta       |
| 1998 | Allievi      | Vicenza        |
| 1999 | Allievi      | Atalanta       |
| 2000 | Allievi      | Venezia        |
| 2001 | Allievi      | Parma          |
| 2002 | Allievi      | Juventus       |
| 2003 | Allievi      | Milan          |
| 2004 | Allievi      | Atalanta       |
| 2005 | Allievi      | Chievo         |
| 2006 | Allievi      | Atalanta       |
| 2007 | Allievi      | Atalanta       |
| 2008 | Allievi      | Arsenal        |
| 2009 | Allievi      | Real Madrid    |
| 2010 | Allievi      | Inter          |
| 2011 | Allievi      | Aspire Academy |
| 2012 | Allievi      | Inter          |
| 2013 | Allievi      | Barcellona     |
| 2014 | Allievi      | Milan          |
| 2015 | Allievi      | Roma           |
| 2016 | Allievi      | Real Madrid    |
| 2017 | Allievi      | Real Madrid    |
| 2018 | Allievi      | Real Madrid    |

## Edizioni vinte per club
| Pos. | Squadra        | Titoli | Edizioni                           |
| ---- | -------------- | ------ | ---------------------------------- |
| 1º   | Atalanta       | 6      | 1992, 1997, 1999, 2004, 2006, 2007 |
| 2°   | Real Madrid    | 4      | 2009, 2016, 2017, 2018             |
| 3º   | Padova         | 2      | 1990, 1992                         |
| 3º   | Vicenza        | 2      | 1994, 1998                         |
| 3º   | Torino         | 2      | 1995, 1996                         |
| 3º   | Inter          | 2      | 2010, 2012                         |
| 3º   | Milan          | 2      | 2003, 2014                         |
| 4º   | Cremonese      | 1      | 1991                               |
| 4º   | Sambonifacese  | 1      | 1991                               |
| 4º   | Verona         | 1      | 1993                               |
| 4º   | Venezia        | 1      | 2000                               |
| 4º   | Parma          | 1      | 2001                               |
| 4º   | Juventus       | 1      | 2002                               |
| 4º   | Chievo         | 1      | 2005                               |
| 4º   | Arsenal        | 1      | 2008                               |
| 4º   | Aspire Academy | 1      | 2011                               |
| 4º   | Barcellona     | 1      | 2013                               |
| 4º   | Roma           | 1      | 2015                               |